# 2302 Florya
2302 Florya (1972 TL2) là một tiểu hành tinh vành đai chính được phát hiện ngày 2 tháng 10 năm 1972 bởi Kurochkin, N. E. ở Nauchnyj.